# 184501 Pimprenelle
184501 Pimprenelle è un asteroide della fascia principale. Scoperto nel 2005, presenta un'orbita caratterizzata da un semiasse maggiore pari a 2,3964022 UA e da un'eccentricità di 0,1725118, inclinata di 0,82432° rispetto all'eclittica.
L'asteroide è dedicato a Caroline Christophe detta "Pimprenelle", figlia dello scopritore.